# IZair
IZAir foi uma companhia aérea turca com sede em Izmir, Turquia.

## História
A companhia aérea foi fundada em 2005 como Izmir Hava Yolları por um grupo de empresários de Izmir. ela iniciou suas operações em 14 de junho de 2006.
A partir de 2012, todos os voos da IZair foram comercializados nas cores da Air Berlin Turkey, a cooperação entre a Air Berlin e a Pegasus Airlines. A cooperação foi descontinuada em 2013, com a marca sendo abandonada.
Em 29 de fevereiro de 2012, o último Airbus A319-100 restante foi entregue a Turkish Airlines.
Em novembro de 2018, foi anunciado que a IZair seria incorporada à Pegasus Airlines até o final de 2018.

## Frota

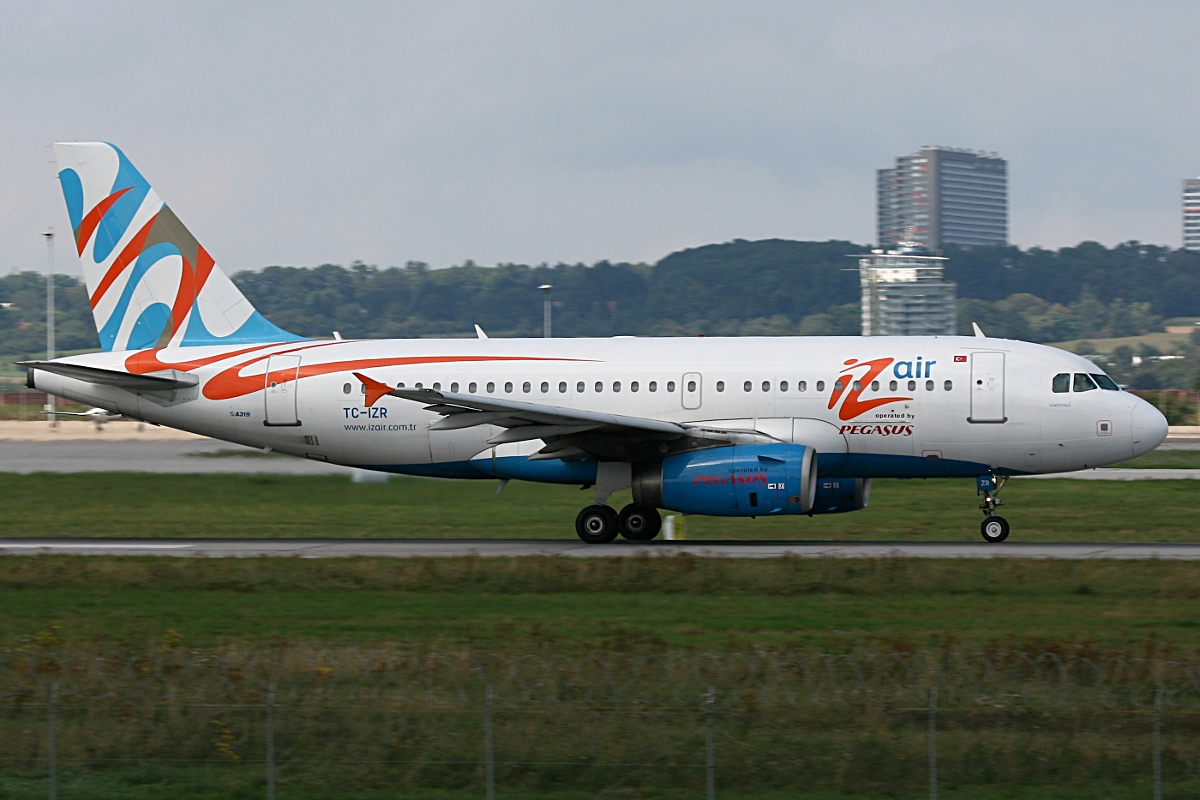
Um Airbus A319 da IZair no Aeroporto de Stuttgart em 2009

A frota da IZair consistia nas seguintes aeronaves, todas operadas pela Pegasus Airlines.
| Aeronaves       | Quantidade | Período de operação |
| --------------- | ---------- | ------------------- |
| Airbus A319-100 | 3          | 2006-2012           |
| Airbus A319-200 | 2          | 2009-2012           |

## Acidentes
- 10 de março de 2010: um Airbus A319-100 prefixo TC-IZR, operando o Voo Pegasus Airlines 361, operado pela IZair fez um pouso de emergência no Aeroporto de Frankfurt. Após um problema no trem de pouso. O avião acabou pousando seguramente mas o trem de pouso da frente estorou. O aeroporto fechou a pista 07R/25L por 3 horas.[5]